# Pont de Vessy
Le pont de Vessy est un pont routier et piéton sur l'Arve, situé dans le canton de Genève et reliant les communes de Genève et de Veyrier, en Suisse.

## Localisation
Le pont de Vessy est le troisième pont le plus en amont de l'Arve après son entrée en Suisse. Ce pont est nommé ainsi en référence au hameau de Vessy qui se trouve sur la rive gauche du pont.
Le pont est situé à l'entrée d'une boucle de l'Arve qui, à sa fin, est traversée par le pont du Val d'Arve lui-même situé en ligne droite par rapport au pont de Vessy.

## Histoire
Le pont est construit en 1936 par l'ingénieur Robert Maillart. Le coût total du pont est alors de 76 000 francs suisses, soit environ 100 francs par mètre carré, sensiblement moins que le coût habituel de l'époque en Suisse, qui était de 450 à 700 francs par mètre carré.

## Données techniques
Le pont de Vessy est un pont en arcs à trois articulations, constitué de trois arcs, et se distinguant par la forme des appuis verticaux reliant l'arc au tablier en forme de X.

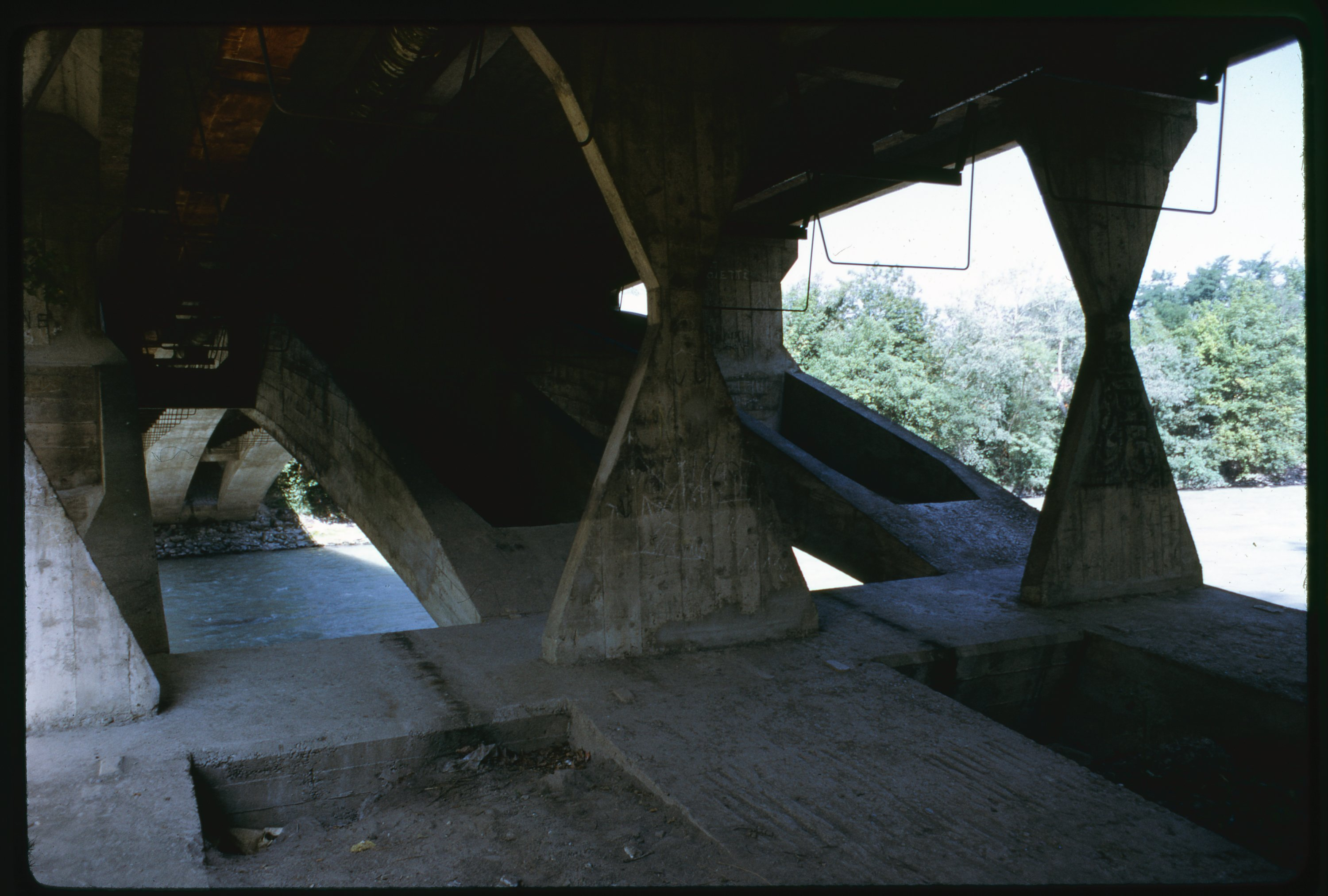
Photo André Corboz